# Birgitta Ohlsson

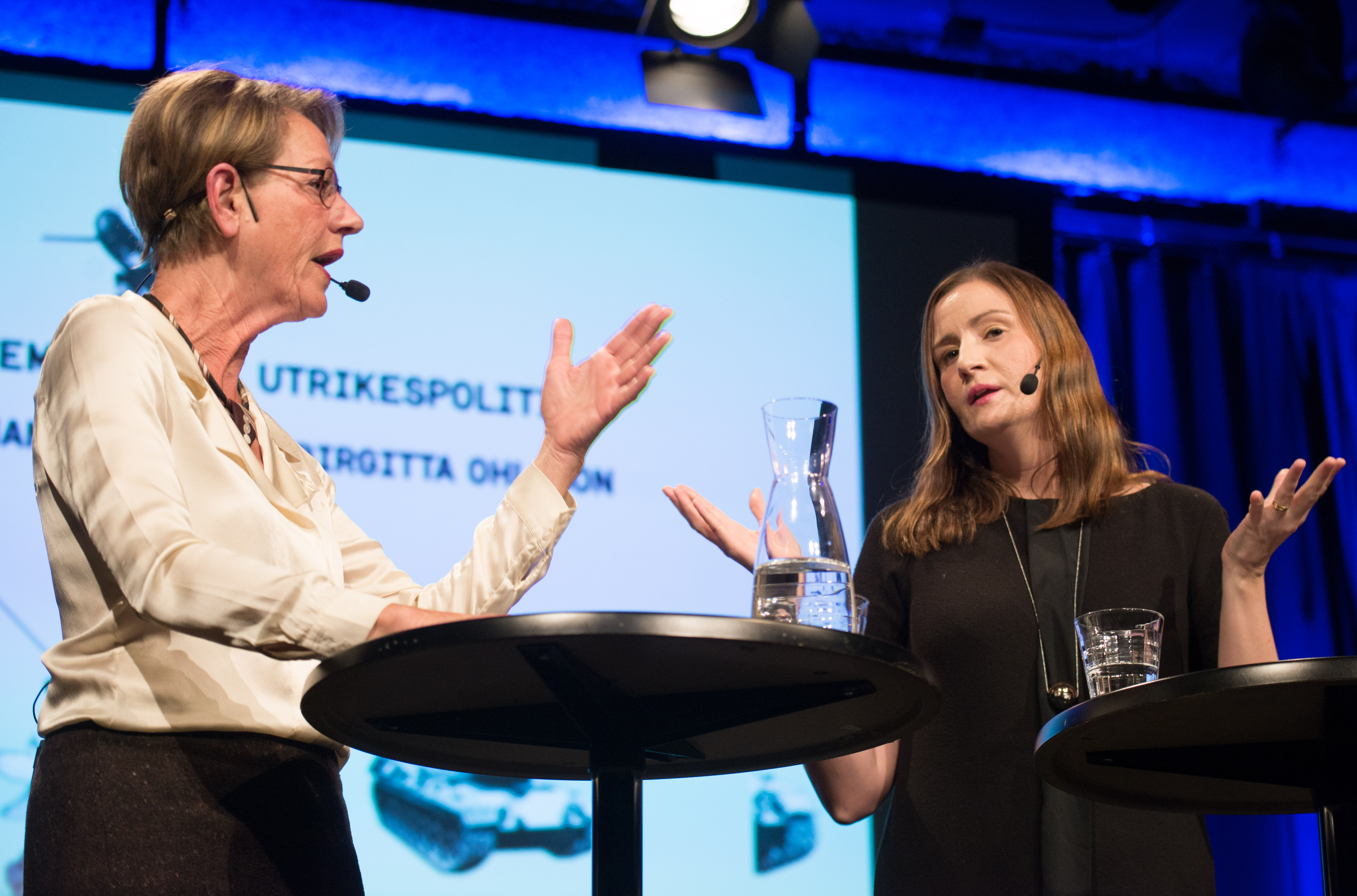
Birgitta Ohlsson i en Nato-debatt med Gudrun Schyman på Kulturhuset-Stadsteatern i Stockholm 2015.

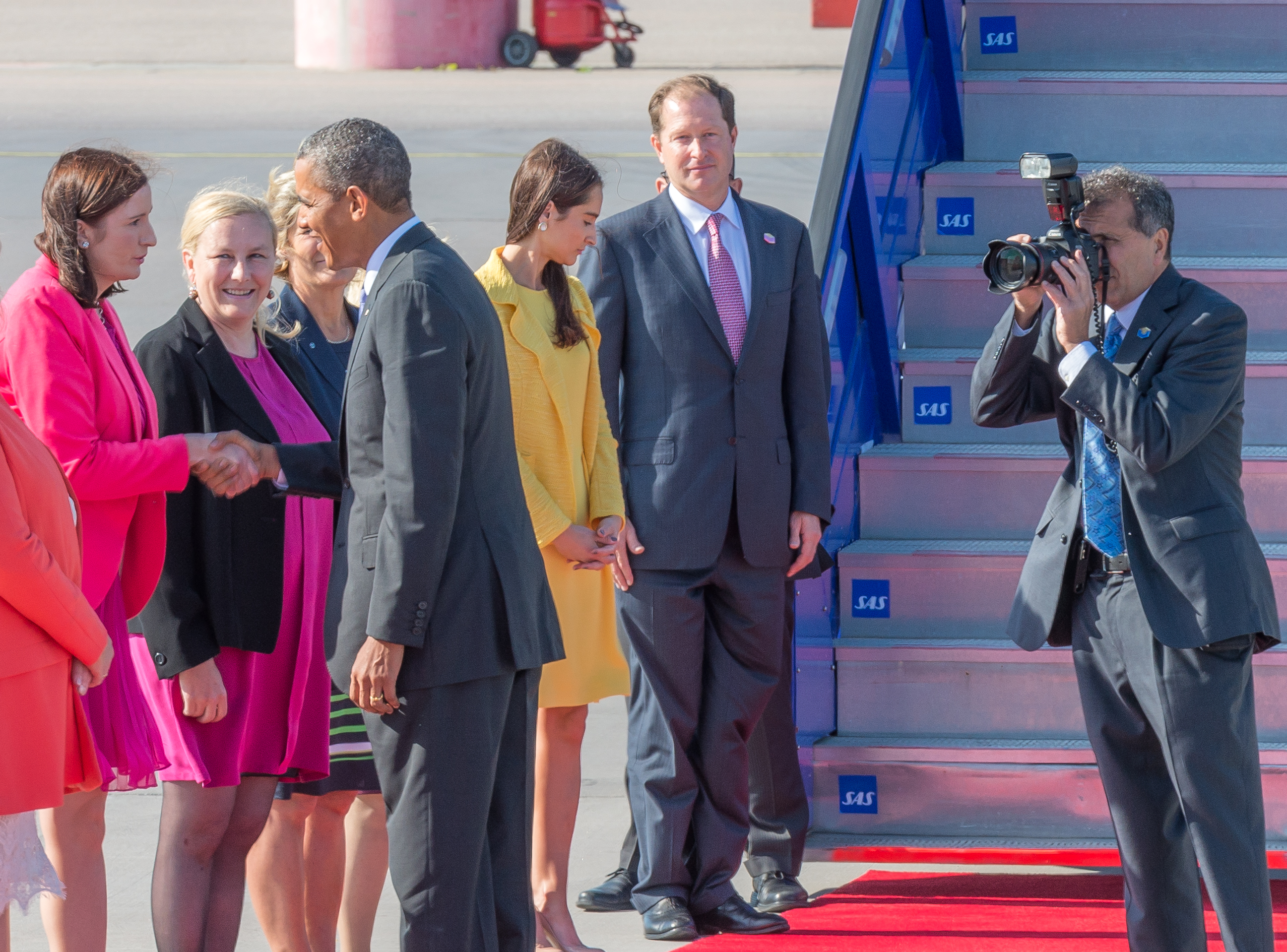
Birgitta Ohlsson avtackar president Obama på Arlanda efter hans besök i Stockholm 2013.

Eva Birgitta Ohlsson Klamberg, född Olsson den 20 juli 1975 i Linköping, är en svensk politiker (liberal), som var riksdagsledamot 2002–2018 och Sveriges EU-minister och demokratiminister 2010–2014.

## Biografi

### Bakgrund och skrivande
Birgita Ohlsson är uppvuxen i Tokarp utanför Linköping, där fadern Bengt är liberal politiker och före detta kommunalråd. Hon tog studenten vid Katedralskolan i Linköping 1994. Hon har studerat statsvetenskap och internationella relationer vid Stockholms universitet.
Ohlsson arbetade som ung som ledarskribent på flera liberala tidningar såsom Dagens Nyheter, Vestmanlands Läns Tidning, Västerbottens-Kuriren och Sundsvalls Tidning. 

### Politisk karriär
Ohlsson var 1996–1998 ordförande för Liberala studenter Stockholm och 1997 valdes hon in i förbundsstyrelsen för Liberala ungdomsförbundet (Luf). Hon utsågs 1999 till ny ordförande för Luf, efter att på kongressen ha besegrat valberedningens kandidat Karin Ekdahl med röstsiffrorna 54–42. Hon satt på posten till 2002.
Ohlsson blev invald i riksdagen för Folkpartiet (nuvarande Liberalerna) 2002. Hon var partiets utrikespolitiska talesperson från 2006.
Hon grundade 2003 det liberalfeministiska nätverket Felira, och var ordförande för Liberala kvinnor 2007–2010. Hon förespråkar införandet av republik i Sverige och var ordförande i Republikanska föreningen 2002–2005.
Ohlssons profilfrågor är demokrati, mänskliga rättigheter, djurskydd, jämställdhet, tolerans och internationalism. Hon är också pro-Israel, djurrättsaktivist, EU- och Natovän. Hon har också vid flera tillfällen markerat mot antisemitism genom att delta i så kallade kippavandringar. Under sommaren 2008 tog Ohlsson, tillsammans med sex andra folkpartistiska ledamöter, aktivt ställning mot FRA-lagen som den då var utformad. I den första voteringen lade Ohlsson ned sin röst.
Den 2 februari 2010 utsågs Ohlsson till EU-minister efter Cecilia Malmström. Som EU-minister sade sig Ohlsson vilja lyfta fram frågor som jordbruksstödet, människohandeln och romernas situation. Efter valet 2010 utökades hennes portfölj till att även omfatta demokrati- och konsumentfrågor. Hon avgick som statsråd i samband med alliansregeringens valförlust 2014. Detta år blev Ohlsson Folkpartiets mest kryssade politiker i Stockholms kommuns valkrets med 6 646 personröster, en andel på 14,65 procent. Hon följdes av vice statsminister Jan Björklund, med en andel på 8,59 procent.

#### Partiledarkandidatur 2017
I juni 2017 utmanade Birgitta Ohlsson den sittande partiledaren Jan Björklund om partiledarskapet för Liberalerna. Den 15 september 2017, efter att resultaten från provvalet i Stockholm presenterats, meddelade Ohlsson att hon gav upp kampen om partiledarskapet samt att hon skulle lämna politiken i samband med valet 2018.

### Efter partipolitiken
Efter att hon lämnat partipolitiken arbetade hon på kommunikationsbyrån Prime där hon var seniorkonsult i byråns hållbarhetsteam.
I riksdagsvalet 2022 röstade hon på Centerpartiet på grund av Liberalernas val att samarbeta med Sverigedemokraterna. Hon har öppet kritiserat Liberalernas hållning i ett antal frågor, bland annat vad gäller Tidöavtalets skrivningar om så kallad informationsplikt.
Birgitta Ohlsson blev intervjuad i SVT-programmet Min sanning 2022. Den 25 juni 2024 var hon värd för Sommar i P1.
Hon är chef för National Democratic Institutes program för politiska partier och bosatt i Washington, D.C.

## Privatliv
Birgitta Ohlsson är gift med Mark Klamberg, professor i folkrätt. Tillsammans har de två barn.
Ohlsson har varit vegetarian sedan hon var 13 år gammal. Under några år var hon vegan, men återgick år 2005 till att vara vegetarian på grund av dåliga värden.
År 2021 drabbades hon av bröstcancer. I början av 2024 diagnostiserades hon med leukemi.

## Utmärkelser
- Officer av Franska Hederslegionen (2017)[18][19]
- Årets hetero på Gaygalan (2011) för sitt arbete för HBTQ-personers rättigheter.[20]